# Gonzalo Guajardo Hernández
Gonzalo Guajardo Hernández (Cuautla, Morelos, 16 de mayo de 1919-Monterrey, Nuevo León, 30 de noviembre de 1991) fue un médico y político mexicano, miembro del Partido Acción Nacional (PAN). Fue dirigente de su partido en el estado de Nuevo León y diputado federal en 1991.

## Biografía
Nació en la ciudad de Cuautla, Morelos, pero trasladó desde temprana edad su residencia a Monterrey, Nuevo León. Cursó la preparatoria en la Universidad Autónoma de Nuevo León (UANL) y entre 1943 y 1948 la carrera de medicina con especialidad en pediatría en la Facultad de Medicina de la Universidad Nacional Autónoma de México (UNAM). Se tituló en 1949 con la tesis «Exploración sanitaria del municipio de Ojocaliente, Zacatecas: estudio sobre la respuesta del recién nacido a la vacuna antivaricosa». Se dedicó al ejercicio privado de su profesión.
Fue miembro del PAN desde 1940. En 1949 fue candidato del PAN a diputado federal por el Distrito 1 del Distrito Federal, correspondiendo el triunfo a su competidor del PRI, Rafael S. Pimentel. Fue consejero nacional del PAN de 1953 a 1954; en 1955 fue por segunda vez candidato a diputado federal, ahora por el Distrito 3 de Nuevo León, siendo elegido esta vez su contrincante del PRI Rafael González Montemayor, y en 1962 por el Distrito 2 de Nuevo León en que fue derrotado por el priista José Carmen Rodríguez Pérez.
De 1962 a 1964 fue presidente estatal del PAN en Nuevo León, y en el último año, candidato a Senador por dicho estado, no correspondiéndole tampoco el triunfo, que fue otorgado a los candidatos del PRI, Armando Arteaga Santoyo y Napoleón Gómez Sada. Fue nuevamente consejero nacional de 1971 a 1991 y en 1973 por cuarta ocasión candidato a diputado federal, por el Distrito 2 de Nuevo León y el triunfo le fue reconocido al candidato del PRI Raúl Gómez Danes.
De 1980 a 1981 fue por segunda ocasión presidente estatal del PAN en Nuevo León. En 1991 fue nuevamente postulado candidato del PAN a diputado federal, pero en esta ocasión por el principio de representación proporcional. Fue elegido a la LV Legislatura de dicho año al de 1994. Sin embargo, apenas 30 días después de asumir como diputado federal, falleció el día 30 de noviembre de 1991, en la ciudad de Monterrey.